# Dolichos reptans
Dolichos reptans är en ärtväxtart som beskrevs av Bernard Verdcourt. Dolichos reptans ingår i släktet Dolichos och familjen ärtväxter. Inga underarter finns listade i Catalogue of Life.